# Xanthia peraurantia
Xanthia peraurantia är en fjärilsart som beskrevs av Turner 1941. Xanthia peraurantia ingår i släktet Xanthia och familjen nattflyn. Inga underarter finns listade i Catalogue of Life.